# Sedia elettrica

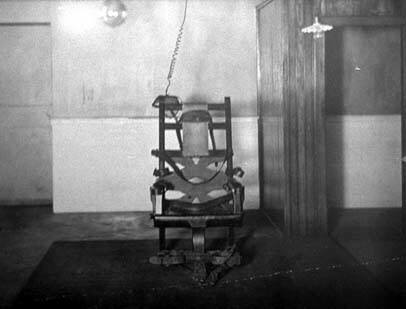
Fotografia della prima sedia elettrica, utilizzata nel 1890 per giustiziare William Kemmler

La sedia elettrica è uno strumento utilizzato in vari stati per uccidere i condannati a morte. Inventata da Thomas Edison, fu introdotta negli Stati Uniti nel 1888. 
La sedia è costruita in legno perché non è conduttore di elettricità, quindi non è la struttura della sedia chiamata appunto "elettrica" a condurvi l'elettricità.
Negli stessi Stati Uniti, principali utilizzatori di questo strumento di morte, è stata progressivamente sostituita dalla iniezione letale.

## Storia
L'iniziale idea di tale strumento di soppressione venne a un dentista americano di Buffalo, Alfred Southwick, il quale ebbe lo spunto quando gli descrissero la morte di un ex impiegato della Brush Electric Light, George Smith, fulminato mentre era intento a sabotare una centralina elettrica della sua compagnia a causa del licenziamento per ubriachezza molesta. Colpito da ciò, Southwick pensò alla costruzione di una sedia collegata ad un generatore elettrico per poter indurre una morte rapida ed indolore ai condannati. Sottopose l'idea ad un suo paziente, un senatore, che nel 1885 la ritrasmise a David Hill, governatore dello Stato di New York.
Nel 1887, una commissione dello Stato di New York si riunì per cercare un metodo più umano di infliggere la pena capitale, e più rapido dell'impiccagione. La fucilazione e la ghigliottina, seppur più veloci, erano considerate troppo barbare. Hill si ricordò dell'intuizione di Southwick e propose la realizzazione della sedia elettrica a Thomas Edison, che però preferì promuoverne la realizzazione da parte del suo rivale Nikola Tesla, sovvenzionato da  George Westinghouse, per screditarlo e dimostrare che la tensione generata dalla corrente alternata era in grado di uccidere una persona, precludendone l'utilizzo in campo civile. Scoperto ciò, Westinghouse si disinteressò al progetto, che infine fu portato avanti da Edison. Dopo le prime sperimentazioni sugli animali, nel 1888 lo Stato di New York approvò l'impiego della sedia elettrica. Il primo condannato a morte a venire giustiziato mediante sedia elettrica fu William Kemmler, reo di aver ucciso la compagna Matilda Ziegler nel 1889.
L'esecuzione durò circa 8 minuti e provocò molte sofferenze al condannato, suscitando l'indignazione dell'opinione pubblica. Tuttavia, grazie all'attivismo di Edison, tra la fine dell'Ottocento e gli inizi del Novecento la sedia elettrica fu adottata anche in altri stati dell'Unione, fino a quando non divenne il metodo di esecuzione prevalente negli Stati Uniti, sostituendo l'impiccagione fino alla metà degli anni ottanta. Da allora la sedia elettrica fu sostituita in molti Stati dall'iniezione letale.

## Metodo di esecuzione
Stati che usano la sedia elettrica come secondo metodo
     Stati che in passato hanno fatto uso di questo metodo
     Stati che non hanno mai utilizzato questo metodo

Uso della sedia elettrica negli Stati Uniti:
Stati che usano la sedia elettrica come secondo metodo
Stati che in passato hanno fatto uso di questo metodo
Stati che non hanno mai utilizzato questo metodo

Il condannato è fatto sedere su una sedia di legno ed è assicurato a essa mediante cinghie che lo trattengono. Una volta in questa posizione gli sono applicati degli elettrodi inumiditi alla testa e ai polpacci, tutte parti del corpo che vengono prima rasate per garantire l'aderenza. In questo modo si crea la condizione per consentire alla corrente di attraversare completamente il corpo del condannato, che di fatto diventa mezzo conduttore dal capo ai polpacci. 
La corrente generata è solitamente formata da più scariche elettriche di corrente alternata la cui tensione varia da 500 a 2.000 Volt; il decesso è quindi causato da arresto cardiaco e da paralisi respiratoria.
Solitamente la procedura adottata prevede due scariche: la prima da 500 Volt serve a rendere incosciente il condannato causandone istantaneamente la morte cerebrale, la seconda, di maggior tensione, danneggia irreparabilmente gli organi interni e causa la morte definitiva per arresto cardiaco.

## Condannati celebri
- Lena Baker: donna afroamericana che nel 1945 fu ingiustamente condannata alla sedia elettrica, accusata di aver ucciso il suo datore di lavoro bianco. Fu l’unica donna in Georgia ad essere giustiziata con questo sistema.
- Ted Bundy: serial killer, autore di almeno trenta omicidi di giovani donne tra il 1974 e il 1978.
- Leon Czolgosz: esecutore dell'assassinio del 25º presidente degli Stati Uniti William McKinley nel 1901.
- John Louis Evans: giustiziato con questo sistema nell'aprile del 1983. Secondo testimoni oculari, ci volle quasi un quarto d'ora di scariche a 1.900 Volt per ucciderlo.
- Albert Fish: considerato uno dei peggiori serial killer di tutti i tempi, si vantò di aver molestato più di 400 bambini e di averne uccisi più di 100 dal 1910.
- Willie Francis: ragazzo afroamericano che nel 1946, appena diciassettenne, fu condannato alla sedia elettrica, ma incredibilmente sopravvisse alla prima esecuzione: il boia dovette rinunciare inizialmente al suo intento (nonostante le scariche elettriche avessero abbondantemente superato i 2.000 Volt), ma riuscì a eseguire la condanna un anno più tardi.
- George Stinney: il più giovane condannato a morte nella storia degli Stati Uniti. Venne condannato nel 1944, ad appena 14 anni, dopo essere stato accusato dell'omicidio di due bambine. È stato poi scoperto che era innocente e il caso venne riaperto.
- Charles Starkweather: assassino di massa americano giustiziato il 25 giugno 1959 per l'omicidio di undici persone tra il 1957 e il 1958.
- Bruno Hauptmann: criminale tedesco, ritenuto responsabile del rapimento del bambino Charles August Lindbergh, figlio di Charles Lindbergh.
- William Kemmler: un assassino di trent'anni, fu il primo ad essere stato giustiziato con questo metodo nel 1890.
- Julius ed Ethel Rosemberg: accusati di cospirazione attraverso lo spionaggio e incriminati con l'accusa di aver passato ad agenti sovietici dei segreti sulle armi nucleari. Giustiziati il 19 giugno 1953.
- Ruth Snyder: assassina condannata per l'omicidio di suo marito Albert Snyder ucciso nel 1927. Giustiziata il 12 gennaio 1928 assieme al complice Judd.
- Nicola Sacco e Bartolomeo Vanzetti: innocenti ma comunque giustiziati il 23 agosto 1927 per l'omicidio di un contabile e di una guardia.
- Giuseppe Zangara: giustiziato il 20 marzo 1933 per il tentativo di assassinio ai danni di Franklin Delano Roosevelt, a seguito del quale morì invece il sindaco di Chicago, Anton J. Cermak.